# Cabramatta
Cabramatta một khu vực ngoại ô thành phố Sydney Úc, nơi người Việt  tập trung đông đúc từ những năm đầu của thập niên 1980. Đây cũng là nơi tập trung nhiều cộng đồng người châu Á di cư khác. Vùng Cabramatta thuộc thành phố Fairfield cách thành phố Sydney khoảng 30 km về phía tây (lái xe từ trung tâm Sydney đến Cabramatta khoảng 45 km, mất 50 phút). Hiện nay trên dưới 40.000 người Việt cư trú tại Cabramatta. Một số báo chí Úc còn gọi khu vực này là Saigonmatta .
Vào thập niên 1990, cộng đồng người Việt tại Cabramatta đã bị gắn với tên "Cộng đồng ma túy", do một số băng đảng người Việt trẻ hay tụ họp tại ga xe lửa Cabramatta vào ban đêm để bán ma tuý. Nhưng sau một thời gian, trạm Cảnh sát Cabramatta đã được tăng cường và nạn ma tuý giảm dần.
Cabramatta là địa điểm của vụ ám sát nghị sĩ John Newman, một dân biểu trong vùng.
Ngày nay, Cabramatta là một nơi buôn bán trù phú.
Ngoài Cabramatta, người Việt ở Úc còn tập trung rất đông tại các địa phương khác như Bankstown (New South Wales), Richmond (Victoria), Springvale (Victoria).

## Liên kết
- Fairfield City Council website[liên kết hỏng]
- Người Việt tại Úc Lưu trữ ngày 9 tháng 2 năm 2007 tại Wayback Machine
- Bản đồ Cabramatta trên WikiMapia